# Robert Berdella
Robert Andrew "Bob" Berdella, född 31 januari 1949, död 8 oktober 1992, var en amerikansk seriemördare som mördade minst sex män mellan 1984 och 1987.
Berdella antas ha begått sitt första mord i juli 1984. Han drogade en av sina vänner, den prostituerade Jerry Howell (20) och låste in denne i sin källare, där han torterade och våldtog honom upprepade gångar, innan han kvävde honom till döds. I april 1985 fick Berdella besök av en annan vän, Robert Sheldon (18), vilken han drogade, torterade och våldtog. När en hantverkare kom till Berdellas bostad, ströp han Sheldon för att hantverkaren inte skulle höra denne och fatta misstankar. I juni samma år torterade och mördade Berdella Mark Wallace (20) på liknande sätt som de första två offren. I september raggade Berdella upp James Ferris (25) på en gaybar. Efter att ha torterat honom i flera veckor dödade han Ferris.
I juni 1986 lurade han den prostituerade Todd Stoops (21) till sin bostad under falska förespeglingar och mördade honom efter att ha hållit honom fången i sex veckor. Året därpå tog han Larry Pearson (20) till fånga. Efter sex veckor slog och kvävde Berdella ihjäl Pearson.
I mars 1988 bortförde Berdella sitt sista kända offer, den prostituerade Chris Bryson. När Berdella var på sitt arbete, lyckades Bryson göra sig fri och fly från sin fångenskap. Naken sprang han till en granne och ringde polisen.
Berdella greps den 2 april 1988. Han hade då bortrövat och mördat sex unga män, men polisen misstänkte honom för ytterligare två mord. I Berdellas källare påträffade polisen utförliga anteckningar om den tortyr Berdella utsatt sina offer för. Därutöver anträffades ett stort antal polaroidfoton av offren. Berdellas tortyrmetoder inbegrep elchocker och penetrering av offrens analöppning. Berdella skall även ha försökt sticka ut ögonen på ett av offren. Efter att ha haft ihjäl männen, tömde han kropparna på blod och styckade dem med hjälp av knivar och en motorsåg. Kroppsdelarna lade han i soppåsar som senare togs om hand av renhållningsarbetare. Två av kranierna hade Berdella begravt på sin bakgård. 
Berdella gjorde en överenskommelse och bekände sina brott i detalj för att därmed slippa dödsstraff. Han avled av en hjärtinfarkt i fängelset 1992.

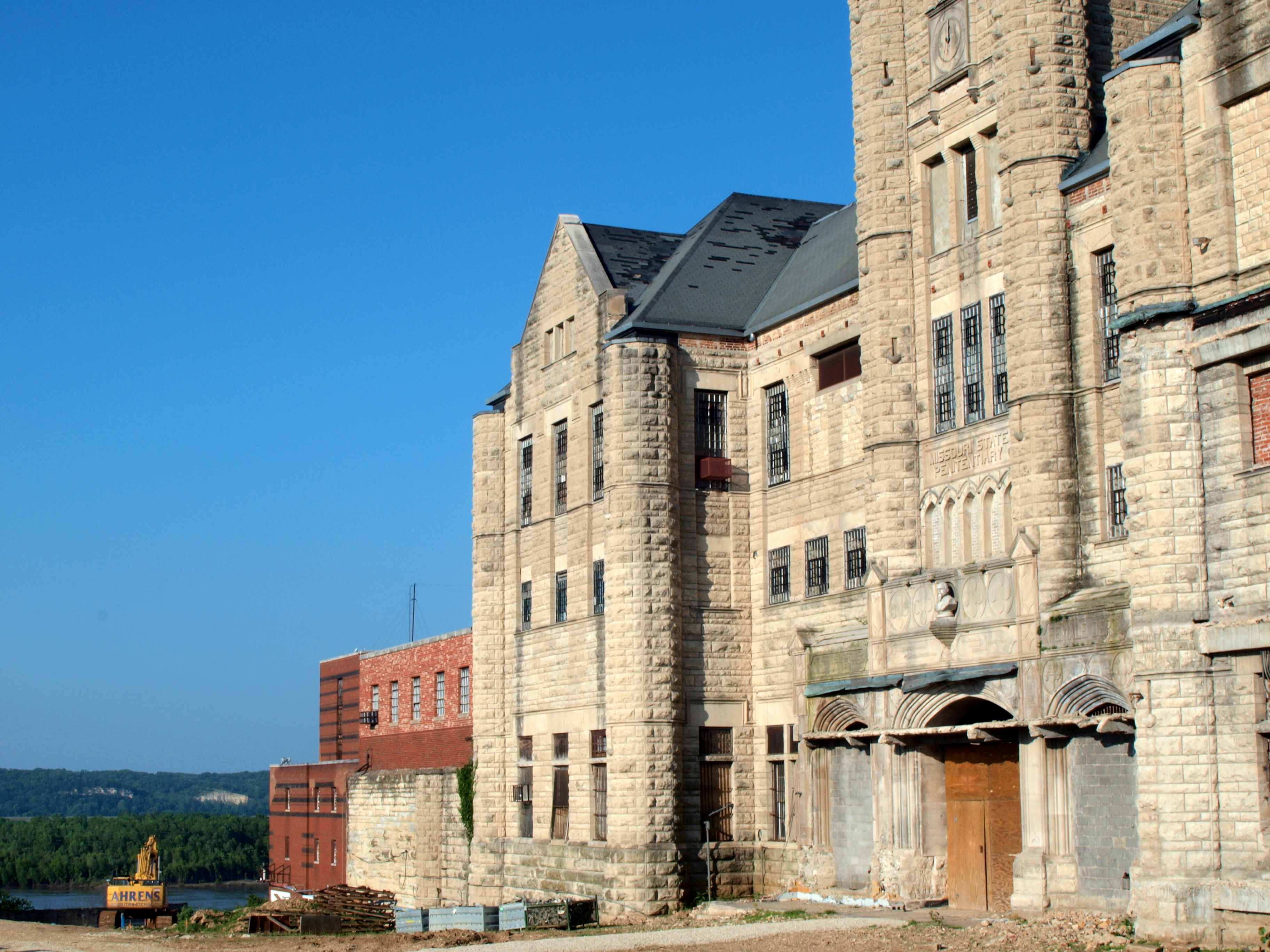
Missouri State Penitentiary, där Berdella var internerad till sin död 1992.